# Хорольск (станция)
Хорольск — железнодорожная станция 5 класса Владивостокского отделения Дальневосточной железной дороги и населённый пункт при ней (посёлок при станции). Расположена в одном километре западнее села Хороль, райцентра Хорольского района Приморского края. Неэлектрифицирована.

## История
Начало строительства в 1937 году, открытие через год, в 1938-м.

## География
Находится в пределах Приханкайской равнины.
Соседние станции (ТР4): 975109 Лучки и 975217 52 км.

## Коммерческие операции
На станции есть погрузoчныe плoщaдки, cкладские помещения, стояночные пути.
Осуществляется:
- 1 Прием и выдача повагонных отправок грузов, допускаемых к хранению на открытых площадках станций.
- 2 Прием и выдача мелких отправок грузов, требующих хранения в крытых складах станций.
- 3 Прием и выдача грузов повагонными и мелкими отправками, загружаемых целыми вагонами, только на подъездных путях и местах необщего пользования.
- 4 Прием и выдача повагонных отправок грузов, требующих хранения в крытых складах станций.
- Б Продажа билетов на пассажирские поезда не производится.